# Holst (Familienname)
Holst ist ein Familienname.

## Namensträger

### A
- Adolf Holst (1867–1945), deutscher Kinderbuchautor und Verleger
- Adrianus Roland Holst (* 1888), niederländischer Lyriker
- Alena Holst (* 1997), deutsche Unihockeyspielerin
- Amalia Holst (geb.von Justi; 1758–1829), preußische Pädagogin und Frauenrechtlerin
- André Holst (* 1964), deutscher Journalist und Schauspieler
- Andreas von Holst (* 1964), deutscher Gitarrist
- Anne Grete Holst (* 1952), dänische Fußballspielerin
- Axel Holst (Hygieniker) (1860–1931), norwegischer Hygieniker und Bakteriologe
- Axel Holst (Schauspieler) (* 1967), deutscher Schauspieler

### B
- Bjørn Holst-Christensen (* um 1938), dänischer Badmintonspieler

### C
- Carl Holst (* 1970), dänischer Politiker
- Christian Holst (* 1981), faröischer Fußballspieler
- Christian von Holst (* 1941), deutscher Kunstwissenschaftler, 1994–2006 Direktor der Staatsgalerie Stuttgart
- Christoph Holst (* 1986), deutscher Geodät und Hochschullehrer
- Clara Holst (1868–1935), norwegische Philologin

### D
- Daan Holst (1945–2014), niederländischer Radrennfahrer
- Dietrich von Holst (* 1937), deutscher Biologe

### E
- Elke Holst (* 1953), deutsche Wirtschaftswissenschaftlerin
- Elling Holst (1849–1915), norwegischer Mathematiker und Kinderbuchautor
- Emil Holst (* 1991), dänischer Badmintonspieler
- Erich von Holst (1908–1962), deutscher Verhaltensphysiologe
- Erik Holst (Politiker) (1922–2013), dänischer Politiker
- Erik von Holst (1894–1962), estnischer Eissegel-Pionier und -Konstrukteur
- Erika Holst (* 1979), schwedische Eishockeyspielerin
- Evelyn Holst (* 1952), deutsche Journalistin und Autorin

### F
- Frederik Holst (Mediziner) (1791–1871), norwegischer Mediziner
- Frederik Holst (Fußballspieler) (* 1994), dänischer Fußballspieler.

### G
- Gilles Holst (1886–1968), niederländischer Physiker und erster Direktor des Philips-Forschungslaboratoriums
- Greg Holst (* 1954), österreichisch-kanadischer Eishockeyspieler und -trainer
- Gustav Holst (1874–1934), britischer Komponist

### H
- Hanne-Vibeke Holst (* 1959), dänische Schriftstellerin
- Hans Peter Holst (1811–1893), dänischer Lyriker und Schriftsteller
- Hans-Rainer Holst (* 1943), deutscher Manager und Politiker (SPD), MdHB
- Henning Holst (1891–1975), dänischer Hockeyspieler
- Henriette Roland Holst (1869–1952), niederländische Lyrikerin und Politikerin
- Henry Holst (1899–1991), dänischer Geiger und Musikpädagoge
- Hermann Holst (Kunsthändler) (fl. 1890er–1920er), deutscher Kunsthändler, auch Hermann Bernhard Holst
- Hermann Holst (Maler) (1903–1978), deutscher Maler
- Hermann Eduard von Holst (1841–1904), deutscher Historiker

### I
- Imogen Holst (1907–1984), englische Musikschriftstellerin und Komponistin
- Ina Holst (1956–2017), deutsche Schauspielerin, Regisseurin und Schauspiellehrerin

### J
- Jan Henrik Holst (* 1969), deutscher Sprachwissenschaftler
- Jens Juul Holst (* 1945), dänischer Physiologe
- Johan Hübner von Holst (1881–1945), schwedischer Sportschütze
- Johan Jørgen Holst (1937–1994), norwegischer Politiker der Arbeiderpartiet
- Johan Throne-Holst (1868–1946), norwegischer Industrieller und Politiker der Frisinnede Venstre
- Johann Mathias von Holst (1839–1905), deutsch-baltischer Architekt
- Johannes Holst (Maler) (1880–1965), deutscher Marinemaler
- Johannes von Holst (1823–1906), deutsch-baltischer Gynäkologe
- Jon Holst-Christensen (* 1968), dänischer Badmintonspieler

### K
- Karin Holst (* 1962), deutsche Basketballspielerin
- Kirsten Holst (1936–2008), dänische Schriftstellerin
- Klaus-Ewald Holst (* 1943), deutscher Manager
- Knut Holst (1884–1977), norwegischer Skisportler

### L
- Laurits Bernhard Holst (1848–1934), dänischer Maler

### M
- Maria Holst (1917–1980), österreichische Schauspielerin
- Marius Holst (* 1965), norwegischer Regisseur
- Matthias Holst (* 1982), deutscher Fußballspieler
- Matthias Baader Holst (Matthias Holst; 1962–1990), deutscher Schriftsteller
- Maximilian Holst (* 1989), deutscher Handballspieler
- Michael Holst, deutscher Basketballspieler

### N
- Niels von Holst (1907–1993), deutscher Kunsthistoriker
- Niels Holst-Sørensen (1922–2023), dänischer Leichtathlet
- Nils Holst (* 1971), deutscher Schauspieler
- Nils Olof Holst (1846–1918), schwedischer Geologe, Doktor der Philosophie und der Mineralogie

### R
- Rainer von Holst (* 1955), deutscher mutmaßlicher Finanzbetrüger, siehe Gerlachreport.com
- Renate Holst (1950–2018), deutsche Juristin
- Richard Roland Holst (1868–1938), niederländischer Maler, Plakatkünstler, Buchgestalter
- Robert Artur Holst (1885–1943), estnischer Unternehmer

### S
- Susanne Holst (* 1961), deutsche Fernsehjournalistin und Ärztin

### T
- Taylor Holst (* 1989), österreichisch-kanadischer Eishockeyspieler
- Theodor von Holst (1810–1844), Vertreter der romantischen Malerei in England
- Thomas Holst (* 1964), deutscher Straftäter (Heidemörder)
- Thyra Holst (* 1968), deutsche Textilkünstlerin
- Tine Holst (* 1980), dänische Triathletin
- Tonny Holst-Christensen (* um 1935), dänische Badmintonspielerin

### W
- Werner Holst (* 1933), deutscher römisch-katholischer Geistlicher, Domkapitular in Hildesheim
- Wolfgang Holst (1922–2010), deutscher Fußballfunktionär